# 鎌倉五山
鎌倉五山（かまくらござん）とは、臨済宗の寺院の寺格であり鎌倉にある五つの禅宗の寺院。建長寺、円覚寺、寿福寺、浄智寺、浄妙寺の5つを鎌倉五山といっている（五山の変遷については後述）。

## 歴史
五山の制度はもとは南宋の寧宗のころにインドの五精舎十塔所にならって創設されたものである。
12世紀末以後、臨済宗は鎌倉幕府からの庇護を受け、各地に寺院が建立された。臨済宗が鎌倉幕府から庇護を受けるようになったのは、九州で朝廷に近い箱崎宮など既存宗門と新興勢力の栄西らの対立があり（興禅護国論参照）、また対中貿易では朝廷に近い箱崎港と禅宗勢力の博多港での利益の獲得競争もあり、鎌倉幕府は既存勢力に対抗するため新興の臨済宗を保護する政策をとったことが背景にある。
鎌倉末期の五山制度には明らかでない点もあり最初に五山と称されていた寺院も諸説ある。今枝愛真の説によると最初に鎌倉幕府によって五山と称せられていたのは鎌倉の諸禅刹で「当初の五山は鎌倉のみに限定されていた」としている。ただし、鎌倉時代の創設当初は鎌倉と京都で一緒に五つの寺を五山に定めていたとする説もある（室町時代に京都と鎌倉に分けて五山が定められたとみる）。小此木輝之は鎌倉時代の五山を、建長寺、円覚寺、寿福寺、建仁寺（京都）、浄智寺と推定している。
鎌倉幕府は政争や戦乱によって勢力下に入った荘園や領地を御家人に分け与えたが、一部は寺社領とし、幕府の領地も含めてその管理を禅寺に委ねた。
至徳3年（1386年）、室町幕府3代将軍・足利義満の時に南禅寺を別格として五山之上とし、京都の天竜寺、相国寺、建仁寺、東福寺、万寿寺、鎌倉の建長寺、円覚寺、寿福寺、浄智寺、浄妙寺をそれぞれ五山に決定しその後の五山制度の根幹となった。

## 鎌倉五山の寺格

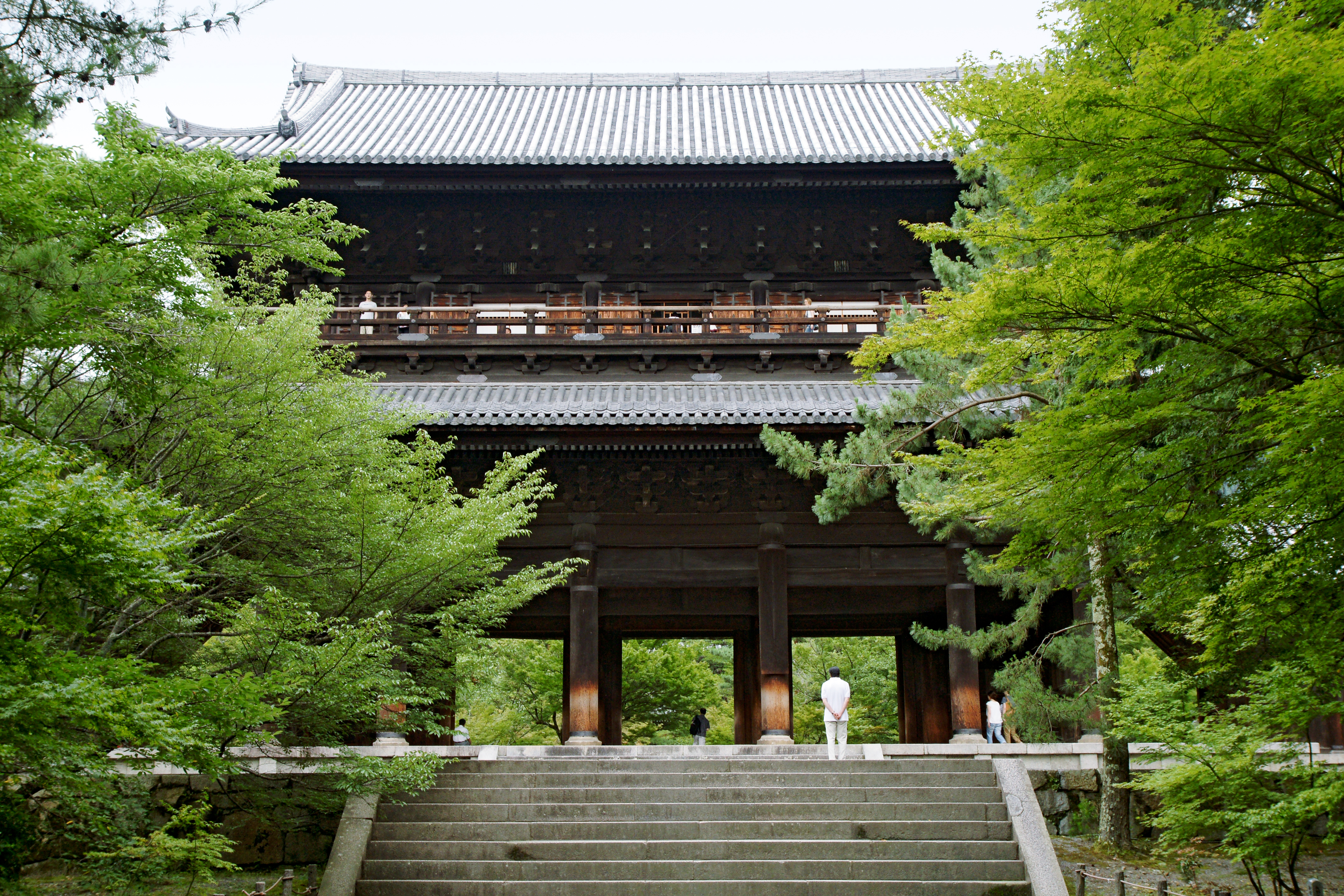
別格・南禅寺（京都市）

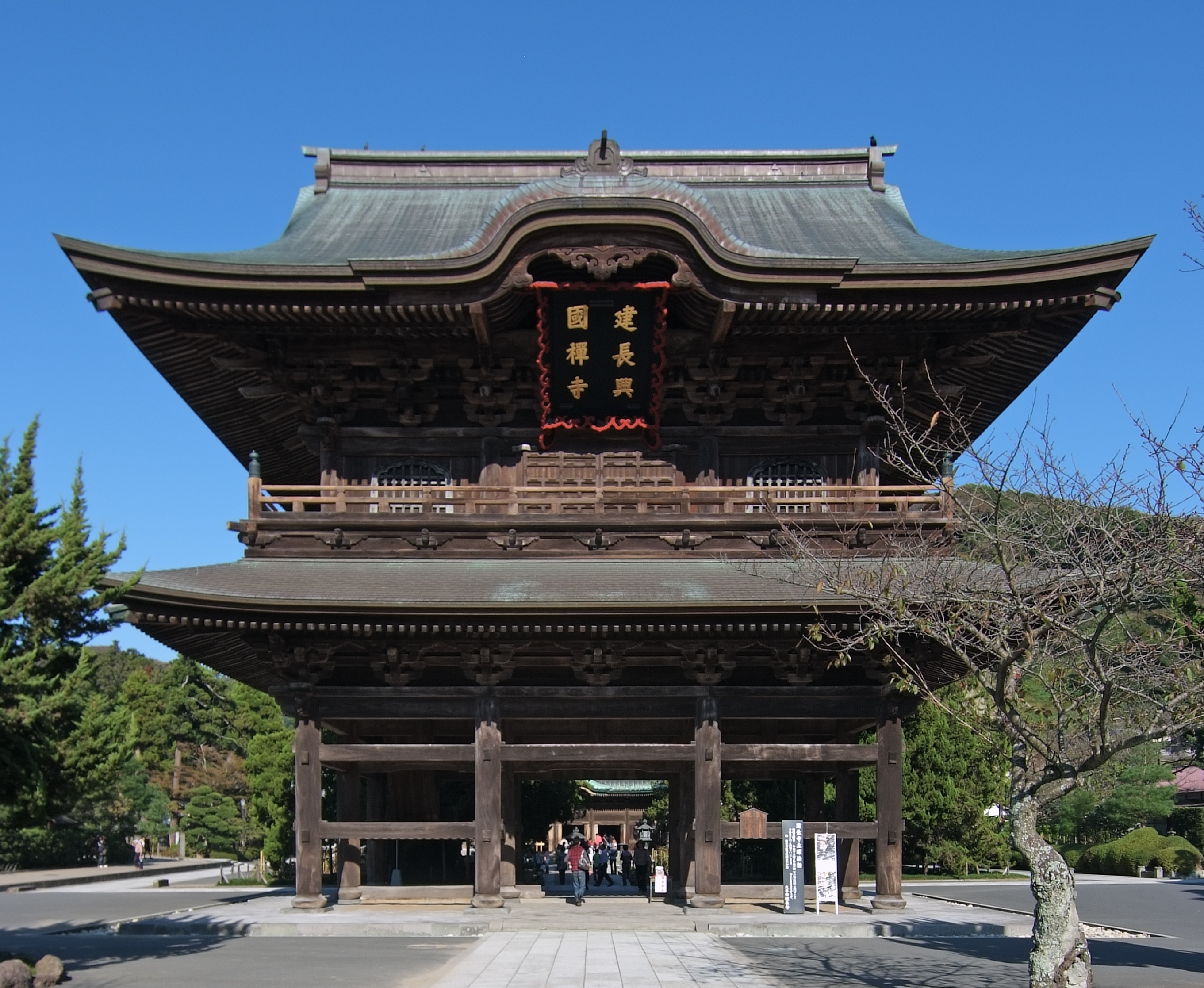
建長寺
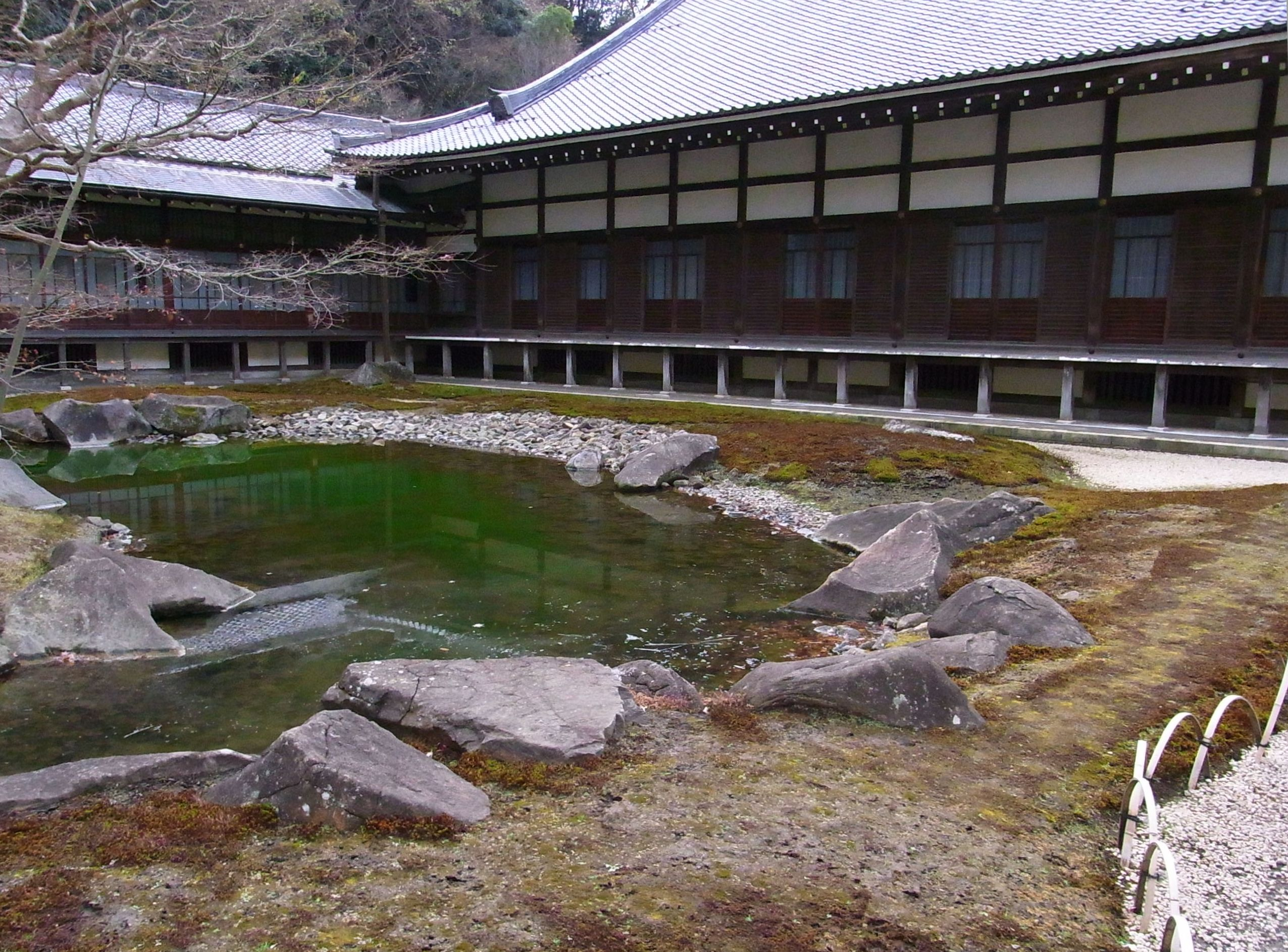
円覚寺
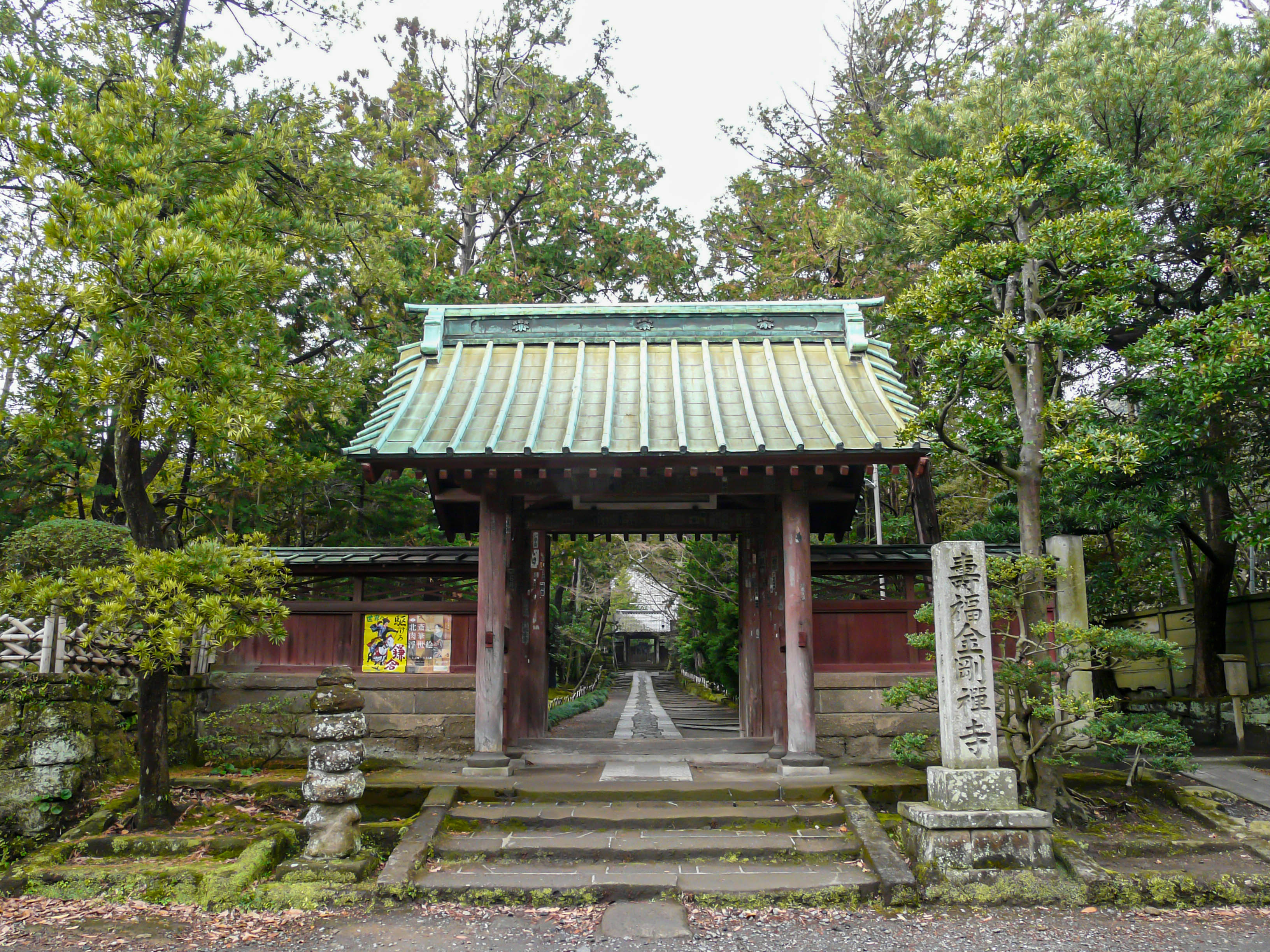
寿福寺
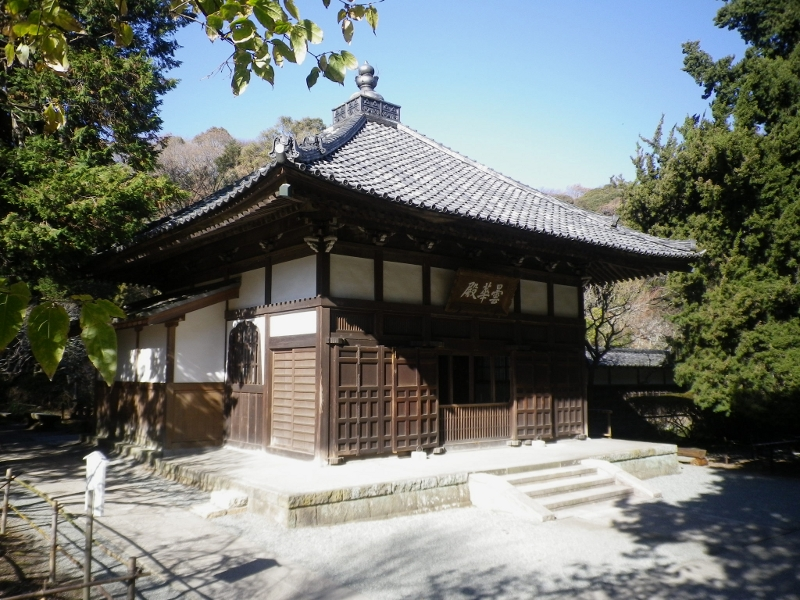
浄智寺
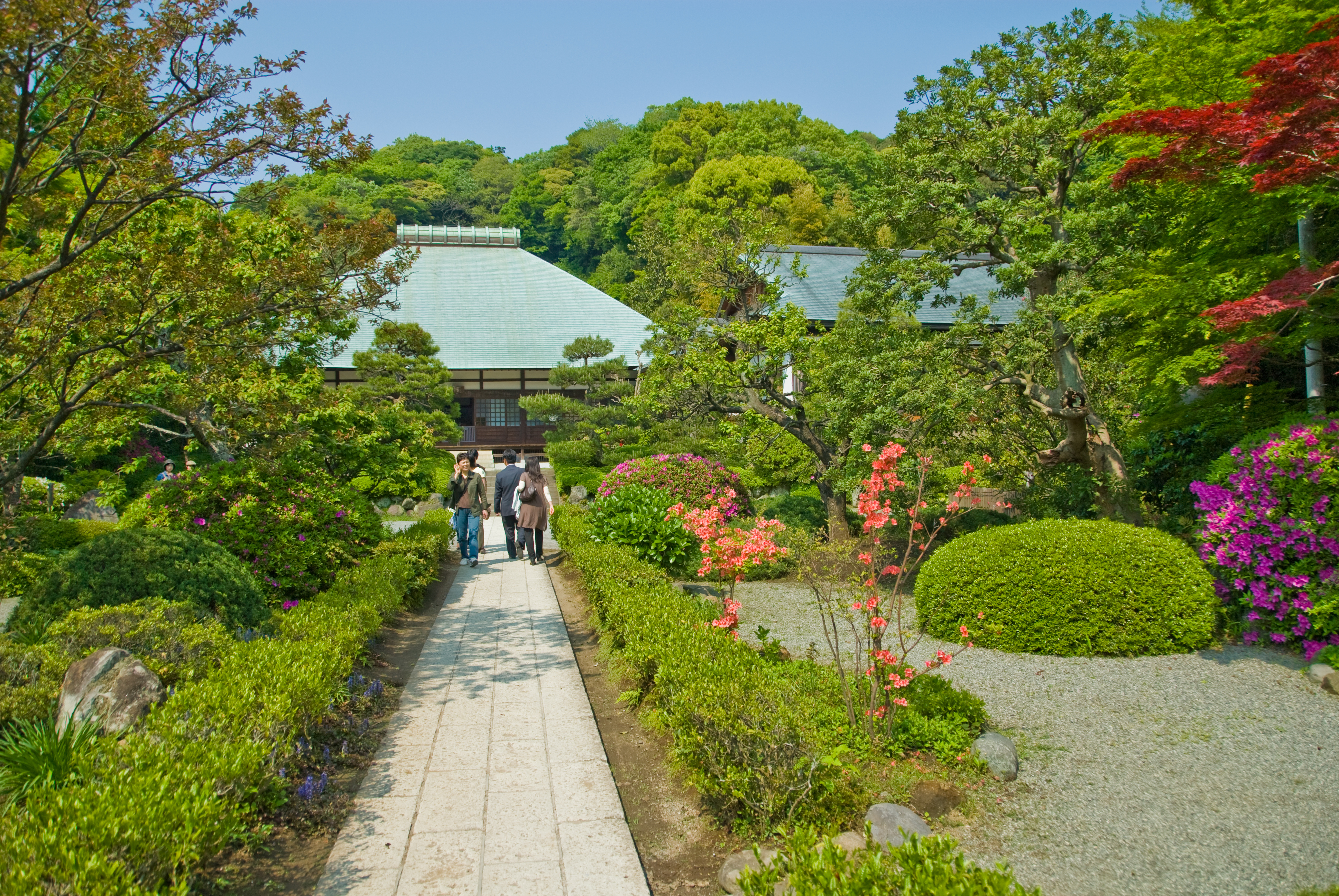
浄妙寺

京都・南禅寺 - 別格上位
建長寺 - 第一位
建長寺（けんちょうじ）は、神奈川県鎌倉市山ノ内にある禅宗の寺院で、臨済宗建長寺派の大本山である。山号を巨福山（こふくさん）と称し、正式には巨福山建長興国禅寺（こふくさんけんちょうこうこくぜんじ）という。
鎌倉時代の建長5年（1253年）の創建で、本尊は地蔵菩薩、開基（創立者）は第5代執権北条時頼、開山（初代住職）は南宋の禅僧蘭渓道隆（大覚禅師）で、第二世は同じく南宋の兀庵普寧である。鎌倉五山の第一位。境内は「建長寺境内」として国の史跡に指定されている。
円覚寺 - 第二位
円覚寺（えんがくじ）は神奈川県鎌倉市山ノ内にある寺院。山号を瑞鹿山（ずいろくさん）と称し、正式には瑞鹿山円覚興聖禅寺（ずいろくさんえんがくこうしょうぜんじ）と号する。臨済宗円覚寺派の大本山であり、鎌倉五山第二位に列せられる。本尊は宝冠釈迦如来、開基は北条時宗、開山は無学祖元（仏光国師）である。なお、寺名は「えんがくじ」と濁音で読むのが正式である。
鎌倉時代の弘安5年（1282年）に第8代執権北条時宗が元寇の戦没者追悼のため中国僧の無学祖元を招いて創建した。北条得宗の祈祷寺となるなど、鎌倉時代を通じて北条氏に保護された。
寿福寺 - 第三位
寿福寺（じゅふくじ）は、神奈川県鎌倉市扇ヶ谷にある臨済宗建長寺派の寺院である。鎌倉五山第三位の寺院である。山号を亀谷山（きこくさん）と称し、寺号は詳しくは寿福金剛禅寺という。本尊は宝冠釈迦如来、開基（創立者）は北条政子、開山（初代住職）は栄西である。鎌倉三十三観音霊場第24番。鎌倉二十四地蔵第18番。境内は「寿福寺境内」として1966年（昭和41年）3月22日、国の史跡に指定された。
浄智寺 - 第四位
浄智寺（じょうちじ）は、神奈川県鎌倉市山ノ内にある禅宗の寺院。臨済宗円覚寺派に属する。鎌倉五山第四位。山号を金宝山（きんぽうざん）と称する。中世から江戸時代にかけて「金宝山」と「金峰山」が混用されてきた。本尊は阿弥陀如来・釈迦如来・弥勒如来の三世仏で、それぞれ過去・現在・未来を象徴する。開基（創立者）は第10代執権北条師時、開山（初代住職）は南洲宏海、大休正念、兀庵普寧の3名が名を連ねる。境内は「浄智寺境内」として国の史跡に指定されている。
浄妙寺 - 第五位
浄妙寺（じょうみょうじ）は、神奈川県鎌倉市にある臨済宗建長寺派の禅宗寺院。山号は稲荷（とうか）山。詳名は「稲荷山浄妙廣利禅寺」という。本尊は釈迦如来。開基（創立者）は足利義兼、開山（初代住持）は退耕行勇。鎌倉五山の第五位。鎌倉三十三観音霊場第9番。
寺には婦人病に霊験のある神とされる淡島明神立像を安置することから、婦人病の祈願所とされている。境内墓地には足利貞氏の墓とされる宝篋印塔がある。また、裏山には、鎌倉の地名にまつわる伝説が残る「鎌足稲荷」がまつられている。
- 建長寺
- 円覚寺
- 寿福寺
- 浄智寺
- 浄妙寺